# Aleksandr Juszkiewicz
Aleksandr Władimirowicz Juszkiewicz (ros. Александр Владмимрович Юшкевич; ur. 6 września 1948) – generał major wojsk zmechanizowanych ZSRR i Rosji.

## Życiorys
W 1971 roku ukończył z wyróżnieniem Moskiewską Wyższą Wojskową Szkołę Dowódczą, a następnie (do 1976 roku) służył jako dowódca plutonu, kompanii i batalionu w Grupie Wojsk Radzieckich w Niemczech. W 1980 roku ukończył z wyróżnieniem Akademię Wojskową im. Frunzego w Moskwie, a następnie, w latach 1980–1986 pełnił służbę w Zabajkalskim Okręgu Wojskowym jako szef sztabu pułku zmechanizowanego, szef sztabu i dowódca 19 Rejonu Umocnionego.
Od 1986 roku służył w Północnej Grupie Wojsk, kolejno jako dowódca 16 gwardyjskiego pułku zmechanizowanego w Bornem Sulinowie (1986–1987), szef sztabu (1987–1989) i dowódca 20 Zwienigorodzkiej Dywizji Pancernej w m. Świętoszów (1989–1992).
Po powrocie do kraju ukończył w 1994 roku Akademię Sztabu Generalnego SZ FR, a następnie zajmował w niej stanowisko wykładowcy na katedrze dowodzenia wojskami.

Służbę wojskową zakończył w 1998 roku.